# Natasha Zvéreva
Natalia "Natasha" Zvéreva (en bielorruso: Наталля (Наташа) Зверава; en ruso: Наталья (Наташа) Зверева; n. 1971) es una tenista bielorrusa retirada. Jugó en los torneos de la Asociación de Tenis Femenino (WTA) entre 1988 y 2002, ganando 4 títulos de la WTA en categoría individual y otros 80 en dobles. Obtuvo la medalla de bronce en los Juegos Olímpicos de Barcelona en 1992. Llegó a ser la número 5 del ranking mundial el 22 de mayo de 1989. Ganó en premios 7 792 503 dólares.

## Torneos de Grand Slam (individuales)

### Finalista (1)
| Año  | Torneo        | Oponente    | Resultado |
| ---- | ------------- | ----------- | --------- |
| 1988 | Roland Garros | Steffi Graf | 0-6, 0-6  |

## Torneos de Grand Slam (dobles femenino) (31)

### Campeona (18)
| Año  | Torneo                   | Pareja         | Oponentes                                 | Resultado        |
| ---- | ------------------------ | -------------- | ----------------------------------------- | ---------------- |
| 1989 | Roland Garros            | Larisa Neiland | Steffi Graf Gabriela Sabatini             | 6–4, 6–4         |
| 1991 | Wimbledon                | Larisa Neiland | Gigi Fernández Jana Novotná               | 6–4, 3–6, 6–4    |
| 1991 | Abierto de EE. UU.       | Pam Shriver    | Jana Novotná Larisa Neiland               | 6–4, 4-6, 7-6(5) |
| 1992 | Roland Garros (2)        | Gigi Fernández | Conchita Martínez Arantxa Sánchez Vicario | 6–3, 6–2         |
| 1992 | Wimbledon (2)            | Gigi Fernández | Jana Novotná Larisa Neiland               | 6–4, 6–1         |
| 1992 | Abierto de EE. UU. (2)   | Gigi Fernández | Jana Novotná Larisa Neiland               | 7–6(4), 6–1      |
| 1993 | Abierto de Australia     | Gigi Fernández | Pam Shriver Elizabeth Smylie              | 6–4, 6–3         |
| 1993 | Roland Garros (3)        | Gigi Fernández | Jana Novotná Larisa Neiland               | 6–3, 7–5         |
| 1993 | Wimbledon (3)            | Gigi Fernández | Jana Novotná Larisa Neiland               | 6–4, 6–7(9), 6–4 |
| 1994 | Abierto de Australia (2) | Gigi Fernández | Patty Fendick Meredith McGrath            | 6–3, 4–6, 6–4    |
| 1994 | Roland Garros (4)        | Gigi Fernández | Lindsay Davenport Lisa Raymond            | 6–2, 6–2         |
| 1994 | Wimbledon (4)            | Gigi Fernández | Jana Novotná Arantxa Sánchez Vicario      | 6–4, 6–1         |
| 1995 | Roland Garros (5)        | Gigi Fernández | Jana Novotná Arantxa Sánchez Vicario      | 6–7(6), 6–4, 7–5 |
| 1995 | Abierto de EE. UU. (3)   | Gigi Fernández | Brenda Schultz-McCarthy Rennae Stubbs     | 7–5, 6–3         |
| 1996 | Abierto de EE. UU. (4)   | Gigi Fernández | Jana Novotná Arantxa Sánchez Vicario      | 1–6, 6–1, 6–4    |
| 1997 | Abierto de Australia (3) | Martina Hingis | Lindsay Davenport Lisa Raymond            | 6–2, 6–2         |
| 1997 | Roland Garros (6)        | Gigi Fernández | Mary Joe Fernández Lisa Raymond           | 6–2, 6–3         |
| 1997 | Wimbledon (5)            | Gigi Fernández | Nicole Arendt Manon Bollegraf             | 7–6(4), 6–4      |

### Finalista (13)
| Año  | Torneo                   | Pareja            | Oponentes                            | Resultado        |
| ---- | ------------------------ | ----------------- | ------------------------------------ | ---------------- |
| 1988 | Wimbledon                | Larisa Neiland    | Steffi Graf Gabriela Sabatini        | 6–3, 1–6, 12-10  |
| 1989 | Wimbledon (2)            | Larisa Neiland    | Jana Novotná Helena Suková           | 6–1, 6-2         |
| 1990 | Roland Garros            | Larisa Neiland    | Jana Novotná Helena Suková           | 6–4, 7–5         |
| 1991 | Roland Garros (2)        | Larisa Neiland    | Gigi Fernández Jana Novotná          | 6–4, 6-0         |
| 1995 | Abierto de Australia     | Gigi Fernández    | Jana Novotná Arantxa Sánchez Vicario | 6–3, 6–7(3), 6–4 |
| 1995 | Wimbledon (3)            | Gigi Fernández    | Jana Novotná Arantxa Sánchez Vicario | 5–7, 7–5, 6–4    |
| 1996 | Roland Garros (3)        | Gigi Fernández    | Lindsay Davenport Mary Joe Fernández | 6–2, 6–1         |
| 1997 | Abierto de EE. UU.       | Gigi Fernández    | Lindsay Davenport Jana Novotná       | 6–3, 6–4         |
| 1998 | Abierto de Australia (2) | Lindsay Davenport | Martina Hingis Mirjana Lučić         | 6–4, 2–6, 6–3    |
| 1998 | Roland Garros (4)        | Lindsay Davenport | Martina Hingis Jana Novotná          | 6–1, 7–6         |
| 1998 | Wimbledon (4)            | Lindsay Davenport | Martina Hingis Jana Novotná          | 6–3, 3–6, 8–6    |
| 1998 | Abierto de EE. UU. (2)   | Lindsay Davenport | Martina Hingis Jana Novotná          | 6–3, 6–3         |
| 1999 | Abierto de Australia (3) | Lindsay Davenport | Martina Hingis Anna Kournikova       | 7–5, 6–3         |

## Torneos de Grand Slam (dobles mixto) (4)

### Campeona (2)
| Año  | Torneo                   | Pareja     | Oponentes                        | Resultado           |
| ---- | ------------------------ | ---------- | -------------------------------- | ------------------- |
| 1990 | Abierto de Australia     | Jim Pugh   | Zina Garrison Jackson Rick Leach | 4–6, 6–2, 6–3       |
| 1995 | Abierto de Australia (2) | Rick Leach | Gigi Fernández Cyril Suk         | 7–6(4), 6–7(3), 6–4 |

### Finalista (2)
| Año  | Torneo             | Pareja   | Oponentes                        | Resultado   |
| ---- | ------------------ | -------- | -------------------------------- | ----------- |
| 1990 | Abierto de EE. UU. | Jim Pugh | Elizabeth Smylie Todd Woodbridge | 6–4, 6–2    |
| 1991 | Wimbledon          | Jim Pugh | John Fitzgerald Elizabeth Smylie | 7–6(4), 6–2 |

## Torneos WTA (84; 4+80)

### Individuales

#### Títulos (4)
| Leyenda         |
| Tier II (2)     |
| Tier III (1)    |
| Tier IV & V (1) |

| N.º | Fecha                 | Torneo     | Superficie  | Oponente         | Resultado     |
| --- | --------------------- | ---------- | ----------- | ---------------- | ------------- |
| 1.  | 7 de enero de 1990    | Brisbane   | Dura        | Rachel McQuillan | 6–4, 6–0      |
| 2.  | 14 de enero de 1990   | Sídney     | Dura        | Barbara Paulus   | 4–6, 6–1, 6–3 |
| 3.  | 13 de febrero de 1994 | Chicago    | Carpeta (I) | Chanda Rubin     | 6–3, 7–5      |
| 4.  | 20 de junio de 1999   | Eastbourne | Césped      | Nathalie Tauziat | 0–6, 7–5, 6–3 |

#### Finalista Individuales (15)
| Leyenda         |
| Grand Slam (1)  |
| Tier I (3)      |
| Tier II (5)     |
| Tier III (1)    |
| Tier IV & V (2) |
| Pre-Tier (3)    |

| N.º | Fecha                   | Torneo        | Superficie    | Oponente            | Resultado        |
| --- | ----------------------- | ------------- | ------------- | ------------------- | ---------------- |
| 1.  | 9 de noviembre de 1986  | Little Rock   | Moqueta (I)   | Kathy Rinaldi       | 6–4, 6–7(7), 6–0 |
| 2.  | 8 de noviembre de 1987  | Little Rock   | Moqueta (I)   | Sandra Cecchini     | 0–6, 6–1, 6–3    |
| 3.  | 15 de noviembre de 1987 | Chicago       | Moqueta (I)   | Martina Navratilova | 6–1, 6–2         |
| 4.  | 5 de junio de 1988      | Roland Garros | Tierra batida | Steffi Graf         | 6–0, 6–0         |
| 5.  | 19 de junio de 1988     | Eastbourne    | Hierba        | Martina Navratilova | 6–2, 6–2         |
| 6.  | 21 de agosto de 1988    | Montreal      | Dura          | Gabriela Sabatini   | 6–1, 6–2         |
| 7.  | 6 de noviembre de 1988  | Worcester     | Moqueta (I)   | Martina Navratilova | 6–7(4), 6–4, 6–3 |
| 8.  | 9 de abril de 1989      | Hilton Head   | Tierra batida | Steffi Graf         | 6–1, 6–1         |
| 9.  | 15 de octubre de 1989   | Moscú         | Moqueta (I)   | Gretchen Magers     | 6–3, 6–4         |
| 10. | 16 de junio de 1991     | Birmingham    | Hierba        | Martina Navratilova | 6–4, 7–6(6)      |
| 11. | 17 de octubre de 1993   | Filderstadt   | Moqueta (I)   | Mary Pierce         | 6–3, 6–3         |
| 12. | 20 de marzo de 1994     | Cayo Vizcaíno | Dura          | Steffi Graf         | 4–6, 6–1, 6–2    |
| 13. | 3 de abril de 1994      | Hilton Head   | Tierra batida | Conchita Martínez   | 6–4, 6–0         |
| 14. | 9 de octubre de 1994    | Zúrich        | Moqueta (I)   | Magdalena Maleeva   | 7–5, 3–6, 6–4    |
| 15. | 5 de marzo de 1995      | Indian Wells  | Dura          | Mary Joe Fernández  | 6–4, 6–3         |

#### Clasificación en torneos del Grand Slam
| Torneo               | 2002  | 2001  | 2000  | 1999  | 1998  | 1997  | 1996  | 1995  | 1994  | 1993  | 1992  | 1991  | 1990  | 1989  | 1988  | 1987  | SR     |
| -------------------- | ----- | ----- | ----- | ----- | ----- | ----- | ----- | ----- | ----- | ----- | ----- | ----- | ----- | ----- | ----- | ----- | ------ |
| Abierto de Australia | A     | A     | 2r    | 3r    | 3r    | 3r    | 1r    | CF    | 1r    | 3r    | 2r    | 4r    | 2r    | A     | A     | A     | 0 / 11 |
| Roland Garros        | A     | A     | 4r    | 2r    | 2r    | 4r    | 3r    | 1r    | 4r    | 4r    | CF    | 2r    | 4r    | 1r    | F     | 3r    | 0 / 14 |
| Wimbledon            | 1r    | A     | 2r    | 2r    | SF    | 1r    | 2r    | 3r    | 1r    | CF    | CF    | 2r    | CF    | 3r    | 4r    | 4r    | 0 / 15 |
| Abierto de EE. UU.   | A     | A     | A     | 2r    | 2r    | 3r    | 3r    | 4r    | A     | CF    | 3r    | 4r    | 2r    | 4r    | 1r    | 3r    | 0 / 12 |
| SR                   | 0 / 1 | 0 / 0 | 0 / 3 | 0 / 4 | 0 / 4 | 0 / 4 | 0 / 4 | 0 / 4 | 0 / 3 | 0 / 4 | 0 / 4 | 0 / 4 | 0 / 4 | 0 / 3 | 0 / 3 | 0 / 3 | 0 / 52 |

A = No participó; SR = ratio de Grand Slams ganados sobre jugados.

### Dobles

#### Títulos (80)
Los torneos del Gran Slam se muestran en negrita.
- 1988 - Indianápolis y Birmingham (con Larisa Neiland)
- 1989 - Roland Garros, Chicago, Amelia Island, Birmingham y Moscú (con Larisa Neiland)
- 1990 - Birmingham, Eastbourne y Light n' Lively Doubles (con Larisa Neiland)
- 1991 - Wimbledon, Boca Raton, Berlín, Eastbourne, Canadá y Los Ángeles (con Larisa Neiland); Abierto de EE.UU. y Brighton (con Pam Shriver); y Hilton Head (con Claudia Kohde-Kilsch)
- 1992 - Roland Garros, Wimbledon, Abierto de EE.UU., Oakland y Filadelfia (con Gigi Fernández); Hilton Head y Amelia Island (con Arantxa Sánchez Vicario); Zúrich (con Helena Suková) y Boca Raton (con Larisa Neiland)
- 1993 - Abierto de Australia, Roland Garros, Wimbledon, WTA Tour Championships, Delray Beach, Light n' Lively Doubles, Hilton Head, Berlín, Eastbourne, Leipzig y Filderstadt (con Gigi Fernández)
- 1994 - Abierto de Australia, Roland Garros, Wimbledon, WTA Tour Championships, Cayo Vizcaíno, Chicago, Roma, Berlín, Eastbourne, Filderstadt y Filadelfia (con Gigi Fernández)
- 1995 - Roland Garros, Abierto de EE.UU., Tokio (Pan Pacific), Roma, San Diego, Los Ángeles y Filderstadt (con Gigi Fernández)
- 1996 - Abierto de EE.UU. y Tokio (Pan Pacific) (con Gigi Fernández); Los Ángeles (con Lindsay Davenport)
- 1997 - Abierto de Australia (con Martina Hingis); Roland Garros y Wimbledon (con Gigi Fernández); Tokio (Pan Pacific) e Indian Wells (con Lindsay Davenport); Cayo Vizcaíno y Moscú (con Arantxa Sánchez Vicario); y Estrasburgo (con Helena Suková)
- 1998 - Chase Championships, Indian Wells, Berlín, Stanford, San Diego y Filderstadt (con Lindsay Davenport); Los Ángeles (con Martina Hingis); y Moscú (con Mary Pierce)
- 1999 - Tokio (Pan Pacific) (con Lindsay Davenport)
- 2000 - Hannover (con Asa Carlsson) y Hamburgo (con Anna Kournikova)
- 2002 - Madrid (con Martina Navratilova)